# Arteriogenese
Mit dem Begriff Arteriogenese wird die Entstehung eines natürlichen Bypass nach einem Gefäßverschluss (Stenose), beispielsweise im Herz oder auch im Bein (peripherer Verschluss) beim Menschen, aber auch im experimentellen Tiermodell, bezeichnet. Dabei wachsen (proliferieren) sehr kleine Blutgefäße (Arteriolen) hin zu sehr viel größeren Blutgefäßen (Arterien).

## Mechanismus der Arteriogenese
Der Vorgang wird durch Dilatation des Gefäßlumens, die Anlagerung von Myozyten (smooth muscle cells) und Hypertrophie des Gefäßendothels ermöglicht.
Der Auslöser für die Arteriogenese ist eine Stenose eines versorgenden Blutgefäßes. Der erniedrigte Perfusionsdruck, aber vor allem Scherkräfte (shear stress) in den verbleibenden Blutgefäßen bewirkt eine Aktivierung des Endothels. Letztere wiederum führt zu einer Entzündungsreaktion mit der Freisetzung von Stickoxid und Transkriptionsfaktoren, wie zum Beispiel HIF-1α (Hypoxie-induzierter Faktor) und letztlich zu einer Ausschüttung von Zytokinen, wie zum Beispiel von MCP-1 (Monocyte Chemotactic Protein-1). Des Weiteren wird eine Aktivierung von Entzündungszellen – im Wesentlichen Monozyten und Makrophagen – und eine verstärkte Genexpression von Adhäsionsmolekülen (Intracellular Adhäsion Molecule-1, ICAM-1) induziert.
Bei der Arteriogenese kann der Gefäßdurchmesser um das 20fache des Ausgangsdurchmessers gesteigert werden. In den meisten Fällen wird so wieder eine adäquate Blutversorgung ermöglicht.
In der medizinischen Forschung wird versucht, die Arteriogenese durch bestimmte Substanzen, wie den Granulozyten-Makrophagen koloniestimulierenden Faktor (GM-CSF), zu stimulieren. Damit sollen in der Zukunft neue Therapien zur Behandlung von kardiovaskulären Erkrankungen zur Verfügung stehen.

## Differenzierung zur Angiogenese
Im Gegensatz zur Angiogenese verläuft die Arteriogenese unabhängig von einer Sauerstoffversorgung (Hypoxie).